# Mustapha Moustaoudia
Mustapha Moustaoudia (sinh ngày 28 tháng 9 năm 1968) là cầu thủ bóng đá người Maroc.
Moustaoudia chơi cho câu lạc bộ của Maroc Raja Casablanca. Ông ấy giúp câu lạc bộ giành danh hiệu Giải vô địch bóng đá các câu lạc bộ châu Phi 1997 và tham dự giải Giải vô địch bóng đá thế giới các câu lạc bộ 2000.

## Danh hiệu

### Câu lạc bộ
Raja Casablanca
- Giải vô địch bóng đá các câu lạc bộ châu Phi (2): 1997, 1999
- Siêu cúp châu Phi (1): 2000